# Vračar
Vračar es un municipio de Belgrado (Serbia). Con una superficie de 2,92 km², se trata del municipio de la capital serbia con mayor densidad de población. Cuenta con pocas áreas verdes. El municipio como tal fue creado en 1960 a partir de territorios de los municipios de Vračar Este, Neimar y Terazije.